# تاكيشي كاناموري
تاكيشي كاناموري (باليابانية: 金森 健志) (4 أبريل 1994 في فوكوكا في اليابان – )؛ هو لاعب كرة قدم ياباني سابق كان يلعب كمهاجم.

## وصلات خارجية
- تاكيشي كاناموري على موقع رابطة كرة القدم اليابانية للمحترفين (اليابانية)
- تاكيشي كاناموري على موقع قاعدة بيانات كرة القدم.إي يو (الإنجليزية)
- تاكيشي كاناموري على موقع Soccerway.com (الإنجليزية)
- تاكيشي كاناموري على موقع عالم كرة القدم.نت (الإنجليزية)